# Baconnes
Baconnes is een gemeente in het Franse departement Marne (regio Grand Est) en telt 170 inwoners (1999). De plaats maakt deel uit van het arrondissement Châlons-en-Champagne.

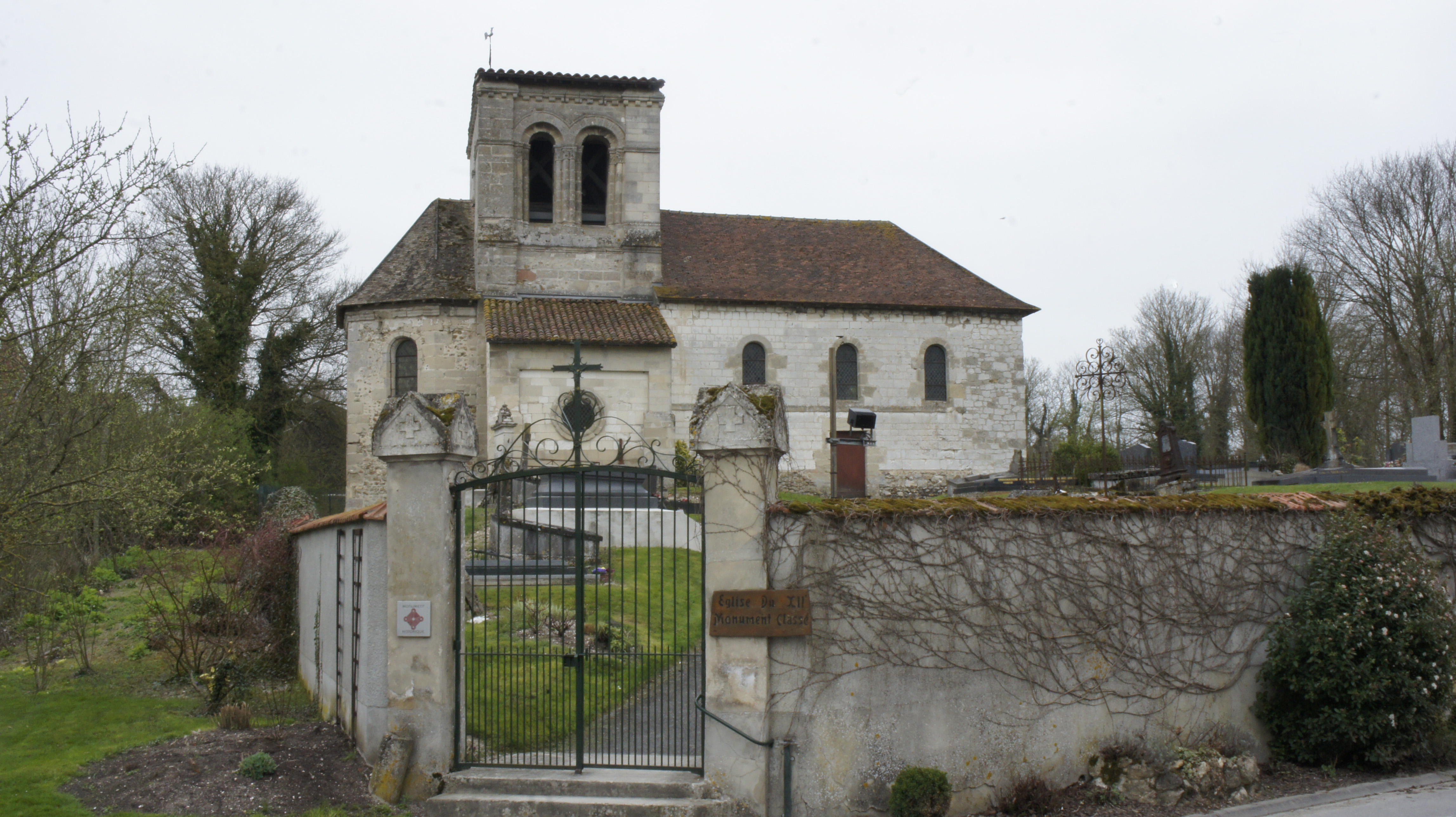
Kerk
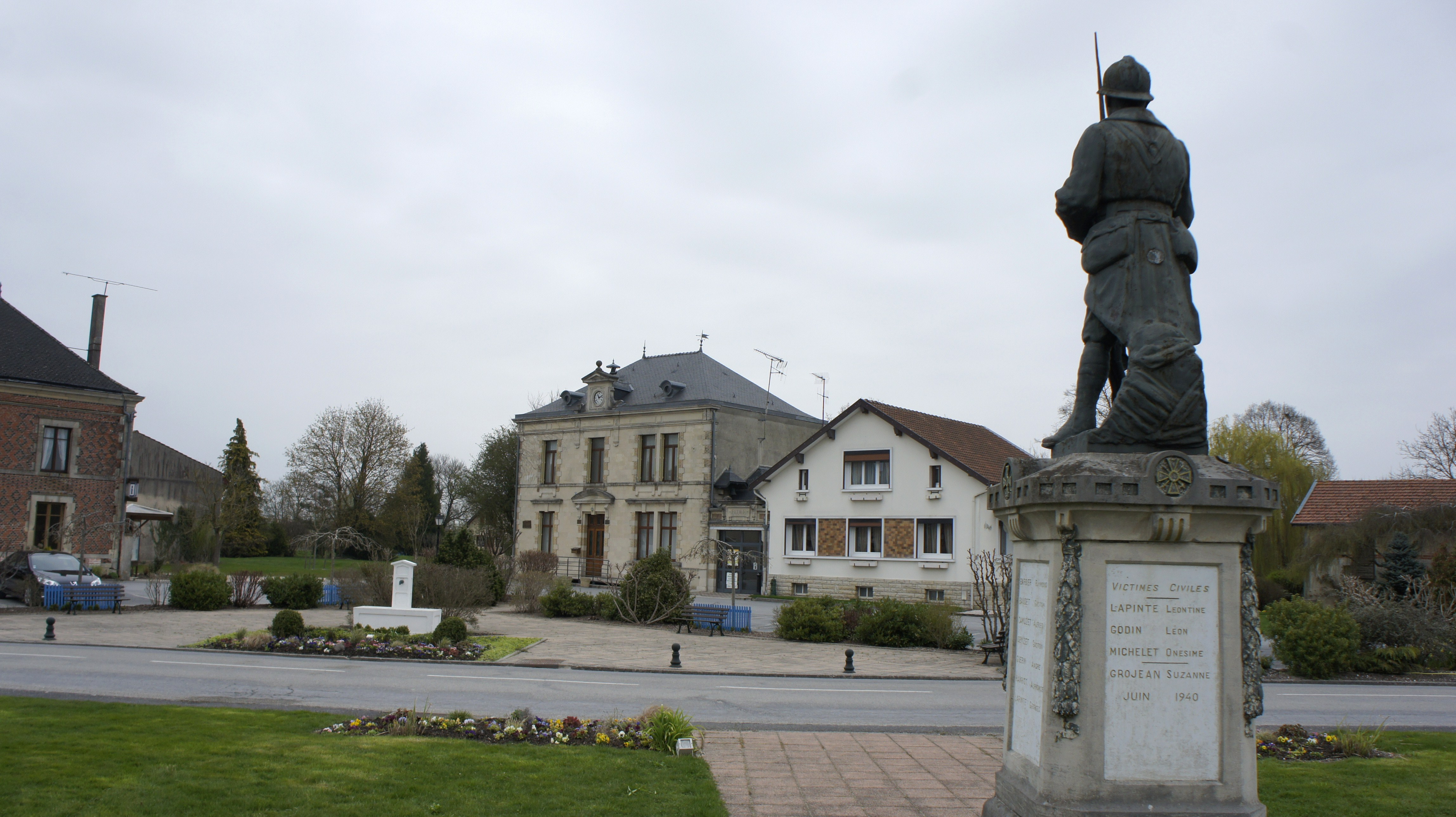
Gemeentehuis

## Geografie
De oppervlakte van Baconnes bedraagt 21,0 km², de bevolkingsdichtheid is 8,1 inwoners per km².
De onderstaande kaart toont de ligging van Baconnes met de belangrijkste infrastructuur en aangrenzende gemeenten.

## Demografie
Onderstaande figuur toont het verloop van het inwonertal (bron: INSEE-tellingen).